# Socha svatého Floriána (Žitětín)
Socha svatého Floriána se nalézá ve vesnici Žitětín, místní části obce Jičíněves v okrese Jičín. Klasicistní pískovcová socha pocházející z řezbářské a sochařské dílny rodiny Suchardů z Nové Paky je umístěna při cestě k místní škole u domu čp. 5. Socha je chráněna jako kulturní památka ČR. Národní památkový ústav tuto sochu uvádí v katalogu památek pod rejstříkovým číslem Ú22827/6-1457.

## Popis
Pískovcová klasicistní socha svatého Floriána z roku 1843 zobrazuje světce v tradičním ikonografickém pojetí - v oděvu římského vojáka s praporcem v levé ruce a pravou rukou hasící hořící dům. Socha stojí na pilíři ozdobeném postranními volutami a na přední straně reliéfem zobrazujícím svatého Jana Nepomuckého. Pilíř je obklopen pískovcovou balustrádou.

## Galerie

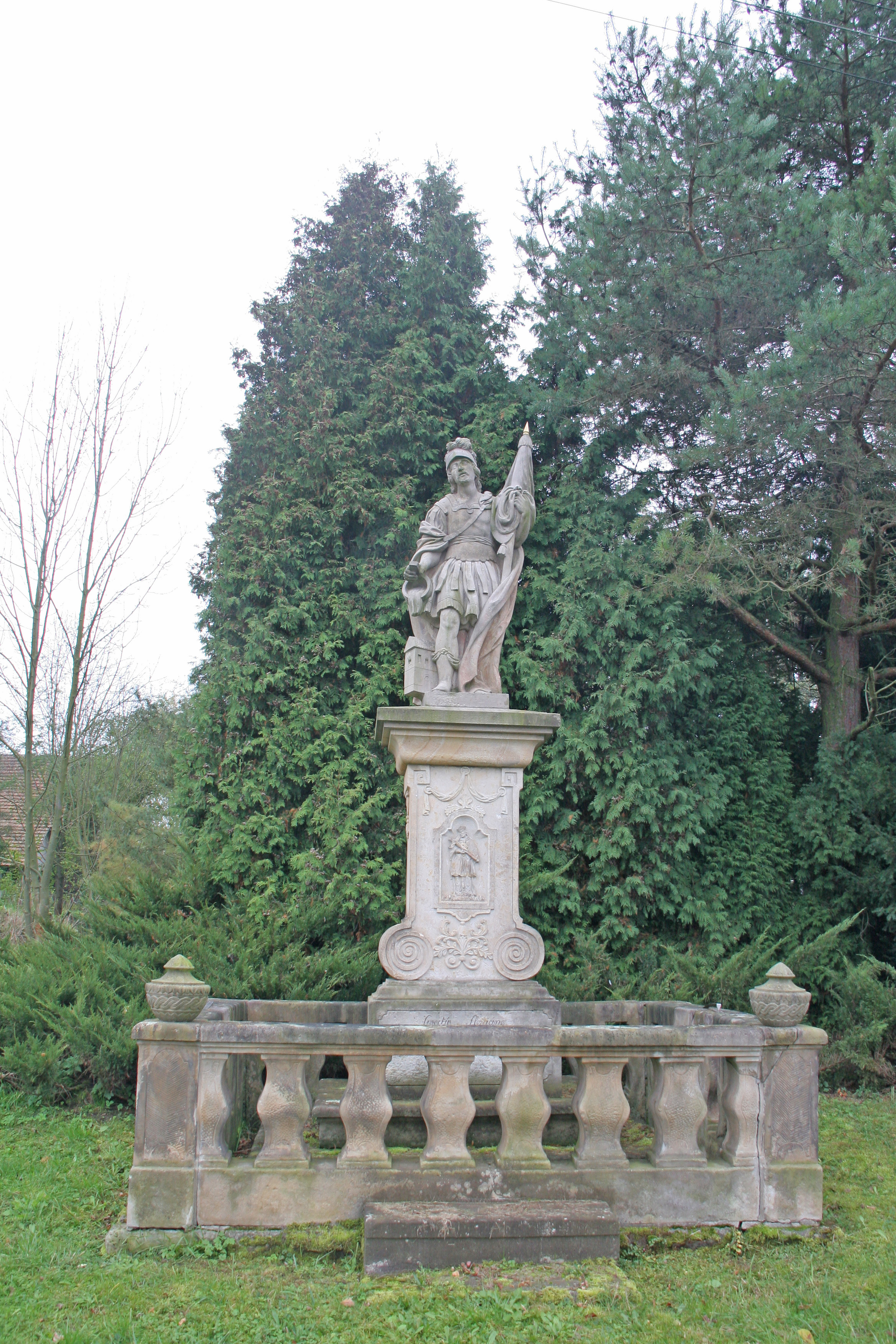
Socha svatého Floriána v Žitětíně